# جيري غروت (كرة سلة)
جيري غروت (بالإنجليزية: Jerry Grote)‏ مواليد 28 ديسمبر 1940، هو لاعب كرة سلة أمريكي معتزل. تم اختياره من قبل فريق أتلانتا هوكس خلال الدرافت. حمل الرقم 32. يبلغ طوله 6 قدم 4 بوصة (1.9 م). لعب مع لوس أنجلوس ليكرز في الرابطة الوطنية لكرة السلة.

## روابط خارجية
- جيري غروت على موقع إن بي أي (الإنجليزية)
- جيري غروت على موقع سبورتس رفرنس (الإنجليزية)
- جيري غروت على موقع كلية كرة السلة في سبورتس رفرنس.كوم (الإنجليزية)
- جيري غروت على موقع ريلجم (الإنجليزية)
- جيري غروت على موقع بروبوليرز (الإنجليزية)